# Campionato italiano di hockey su ghiaccio 2001-2002
Il Campionato italiano di hockey su ghiaccio 2001-02 è stato organizzato come di consueto dalla FISG. È suddiviso in Serie A, Serie B e Serie C.

## Serie A
Sono 8 le squadre iscritte, dopo la rinuncia alla massima serie dell'HC Brunico e del Caldaro vincitore della serie B: Alleghe HC, Asiago Hockey AS, HC Bolzano, SHC Fassa, HC Merano, HCJ Milano Vipers, SV Ritten Renon e WSV Vipiteno Broncos.
La vittoria vale tre punti se ottenuta nei tempi regolamentari, 2 se ai rigori. 1 punto in caso di sconfitta ai rigori.
Era prevista una Regular Season (triplo girone di andata e ritorno), con un complicato meccanismo di assegnazione dei punti: al termine del primo girone di andata e ritorno, le squadre si portavano in eredità nel secondo girone la metà dei punti conquistati; il punteggio di partenza del terzo girone era invece determinato dalla somma della metà dei punti conquistati nel primo e la metà di quelli conquistati nel solo secondo girone.
Al termine della Regular Season, le prime sei squadre avevano accesso ai play-off (le prime due direttamente in semifinale).

### Regular Season

#### Classifica del primo girone di andata e ritorno
| Squadre  | Punti | Vinte | Vinte Rig. | Perse | Perse Rig |
| -------- | ----- | ----- | ---------- | ----- | --------- |
| Asiago   | 32    | 10    | 1          | 3     | 0         |
| Renon    | 24    | 7     | 0          | 4     | 3         |
| Fassa    | 24    | 7     | 0          | 4     | 3         |
| Bolzano  | 23    | 6     | 2          | 5     | 1         |
| Alleghe  | 20    | 5     | 2          | 6     | 1         |
| Milano   | 20    | 5     | 2          | 6     | 1         |
| Vipiteno | 13    | 3     | 2          | 9     | 0         |
| Merano   | 12    | 3     | 1          | 9     | 1         |

Le prime quattro classificate si giocano la Coppa Italia

#### Classifica del secondo girone di andata e ritorno
| Squadre  | Punti | Vinte | Vinte Rig. | Perse | Perse Rig |
| -------- | ----- | ----- | ---------- | ----- | --------- |
| Bolzano  | 30    | 10    | 0          | 4     | 0         |
| Asiago   | 26    | 8     | 0          | 4     | 2         |
| Merano   | 24    | 5     | 4          | 4     | 1         |
| Vipiteno | 23    | 7     | 0          | 5     | 2         |
| Milano   | 23    | 7     | 1          | 6     | 0         |
| Alleghe  | 21    | 7     | 0          | 7     | 0         |
| Fassa    | 19    | 5     | 2          | 7     | 0         |
| Renon    | 2     | 0     | 0          | 12    | 2         |

#### Classifica finale
| Squadre  | Punti | (Pt. 1º gir.) | (Pt. 2º gir.) | Vinte | Vinte Rig. | Perse | Perse Rig |
| Asiago   | 58    | 16            | 13            | 27    | 1          | 10    | 4         |
| Alleghe  | 51    | 10            | 10            | 21    | 3          | 15    | 3         |
| Vipiteno | 45    | 6             | 11            | 18    | 4          | 18    | 2         |
| Bolzano  | 42    | 11            | 15            | 19    | 5          | 16    | 2         |
| Merano   | 41    | 6             | 12            | 14    | 6          | 17    | 5         |
| Milano   | 39    | 10            | 11            | 16    | 5          | 18    | 3         |
| Fassa    | 30    | 12            | 9             | 15    | 2          | 22    | 3         |
| Renon    | 27    | 12            | 1             | 11    | 1          | 25    | 5         |

Asiago e Alleghe in semifinale; Vipiteno, Bolzano, Merano e Milano ai quarti.

### Play-off

#### Quarti di finale
Serie giocate al meglio delle tre gare
```
Gara 1
 - 9 marzo 
2002

Bolzano - Merano    2-1
Vipiteno - Milano   0-3
```

```
Gara 2
 - 12 marzo 
2002

Merano - Bolzano    1-4
Milano - Vipiteno   6-2
```

#### Semifinale
Serie giocate al meglio delle cinque gare.
```
Gara 1
 - 16 marzo 
2002

Asiago - Milano    4-3
Alleghe - Bolzano  3-2
```

```
Gara 2
 - 19 marzo 
2002

Milano - Asiago    2-1
Bolzano - Alleghe  0-3
```

```
Gara 3
 - 21 marzo 
2002

Asiago - Milano    0-3
Alleghe - Bolzano  1-4
```

```
Gara 4
 - 23 marzo 
2002

Milano - Asiago    3-2
Bolzano - Alleghe  4-1
```

```
Gara 5
 - 26 marzo 
2002

Alleghe - Bolzano  3-0
```

#### Finale
Serie giocata al meglio delle sette gare.
```
Gara 1

Alleghe - Milano       1-2
```

```
Gara 2

Milano - Alleghe       4-1
```

```
Gara 3

Alleghe - Milano       3-5
```

```
Gara 4

Milano - Alleghe       6-1
```

 L'Hockey Club Junior Milano Vipers vince il suo primo scudetto, il secondo se si conta anche quello vinto dall'HC Milano Saima, squadra dalle cui ceneri sono nati i Vipers, nel 1991.
Formazione Campione d'talia: Scott Beattie – Federico Bobba – Maurizio Bortolussi – Gianluca Canei – Georg Comploi – Michael De Angelis – Ryan Alan Duthie – Andrea Galeazzi – Alexander Galtcheniouk – Dino Grossi – Armin Helfer – James Hiller – Leo Insam – Patrice Lefebvre – Sasha Meneghetti – Andrea Molteni – Matteo Molteni – Jason Mark Muzzatti – Daniel Paur – Tomi Ilori Räisänen – Alessandro Rotolo – Massimo Stevanoni – Gianluca Tomasello – Viatcheslav Uvaev – Federico Zancanella – Stefan Zisser.

Allenatore: Adolf Insam.

## Coppa Italia e Supercoppa Italiana

### Coppa Italia
La Final Four di Coppa Italia 2001 è stata giocata tra le prime quattro squadre classificate al termine del primo girone di andata e ritorno della Serie A: Asiago Hockey AS, HC Bolzano, SHC Fassa e SV Ritten Renon.

#### Semifinali
```
Gara Unica
 - 7 dicembre 
2001

Bolzano - Asiago   1-5
Renon - Fassa      7-3
```

#### Finale
```
Gara Unica
 - 8 dicembre 
2001

Asiago - Renon     6-2
```

 L'Asiago Hockey Associazione Sportiva vince la sua terza Coppa Italia.

### Supercoppa Italiana
```
Gara Unica
 - 22 settembre 
2001

Milano - Asiago       3-1
```

  L'Hockey Club Junior Milano Vipers si aggiudica la sua prima Supercoppa Italiana, che è anche la prima edizione del torneo.

## Serie B
Sono 13 le formazioni iscritte alla Serie B: HC Appiano, HC Auronzo, HC Bressanone, H.C. Valpusteria Lupi Brunico, SV Caldaro, SG Cortina, HC Egna, HCN Fiemme, HC SelvaGardena, HC Laces Val Venosta, AS Hockey Pergine, HC Settequerce e USG Zoldo. L'HC Chiavenna ha rinunciato alla Serie B, sostituito dal Laces Val Venosta.
Era prevista una Regular Season con un girone di andata e ritorno, seguita da un Master Round in due gironi che ha determinato la griglia dei play-off.

### Regular Season
Classifica finale
| Squadre     | Punti |
| ----------- | ----- |
| Brunico     | 68    |
| Appiano     | 58    |
| Bressanone  | 51    |
| Cortina     | 44    |
| Caldaro     | 43    |
| Zoldo       | 43    |
| Settequerce | 42    |
| Egna        | 36    |
| Selva       | 27    |
| Pergine     | 21    |
| Fiemme      | 17    |
| Laces       | 11    |
| Auronzo     | 7     |

### Master Round

#### Girone A
Al girone A hanno accesso le squadre Classificate al 1º, 4º,5º, 8º, 9º, 12º e 13º posto. Ogni squadra eredita un terzo dei punti della Regular Season.

##### Classifica finale
| Squadre | Punti |
| ------- | ----- |
| Brunico | 55    |
| Cortina | 43    |
| Caldaro | 38    |
| Egna    | 30    |
| Selva   | 19    |
| Laces   | 15    |
| Auronzo | 2     |

#### Girone B
Al girone B hanno accesso le squadre Classificate al 2º, 3º,6º, 7º, 10º e 11º posto. Ogni squadra eredita un terzo dei punti della Regular Season.

##### Classifica finale
| Squadre     | Punti |
| ----------- | ----- |
| Appiano     | 47    |
| Bressanone  | 40    |
| Settequerce | 29    |
| Zoldo       | 26    |
| Pergine     | 13    |
| Fiemme      | 11    |

### Play-off
I quarti, al meglio delle tre gare, si concludono tutti a gara 2. Hanno la meglio Brunico (sullo Zoldo), Caldaro (su Bressanone), Appiano (su Egna) e Cortina (su Settequerce).
Anche le semifinali si sono giocate al meglio delle tre gare. Nel derby altoatesino Caldaro sconfigge Brunico a gara tre; nell'altra semifinale l'Appiano batte in due gare il Cortina.

#### Finale
La finale si è giocata al meglio dei cinque incontri.
```
Gara 1
 - 10 marzo 
2002

Appiano - Caldaro       4-2
```

```
Gara 2
 - 14 marzo 
2002

Caldaro - Appiano       1-2
```

```
Gara 3
 - 17 marzo 
2002

Appiano - Caldaro       5-0
```

L'Hockey Club Appiano Pirats vince il campionato cadetto.

## Serie C
La serie C è suddivisa in 4 gironi, due del Nord-Est (A e B), due del Nord-Ovest (C e D).
- Girone A: HC Judenclub, SG Malè, HC Rencio, SC Ritten, WSG Stilves e SC Valrendena.
- Girone B: HC Belluno, HC Fondo Val di Non, Lana Valsura, HC Pinè, SC Prato Stelvio, HC San Giorgio e SC Tarces.
- Girone C: HC Falchi Boscochiesanuova, HC Chiavenna, AS Mastini Varese, AS Lariana Hockey, HC Valle d'Aosta e HC Valpellice.
- Girone D: HC Amatori Milano, Ambrosiana HC 98, HC Bormio, HC Casate, CUS Milano Hockey, HC Diavoli Rossoneri e HC Bergamo.

Le prime due classificate di ogni girone accedono ai play off interregionali. Le prime due dei play off interregionali accedono alla Final Four nazionale.

### Final Four
Per il Nord-Est accedono SC Ritten e Lana Valsura. Per il Nord-Ovest HC Chiavenna e Mastini Varese. Si è giocato ad Renon.

#### Semifinali
```
Gara Unica

Varese - Lana      8-3
Chiavenna - Renon  11-1
```

#### Finale
```
Gara Unica

Varese - Chiavenna 3-2
```

L'Associazione Sportiva Mastini Varese Hockey è promossa in serie B.